# Platysenta indecisa
Platysenta indecisa är en fjärilsart som beskrevs av Walker 1857. Platysenta indecisa ingår i släktet Platysenta och familjen nattflyn. Inga underarter finns listade i Catalogue of Life.